# Marie-Agnès Gaudrat-Pourcel
Marie-Agnès Gaudrat-Pourcel, née en 1954, est une autrice de littérature d'enfance et de jeunesse.

## Biographie

### Origines
Marie-Agnès Gaudrat naît en 1954.

### Parcours professionnel et littéraire
Marie-Agnès Gaudrat a été [Quand ?] rédactrice en cheffe du magazine Pomme d'Api, puis directrice du pôle Petite enfance de Bayard Presse, et se consacre ensuite à l'écriture.
Elle a contribué aux magazines pour enfants Popi, Les Belles Histoires, Pomme d'Api et Youpi et a adapté Léo et Popi, œuvre d'Helen Oxenbury, pour le magazine Popi.
Elle a écrit de nombreux livres pour enfants ainsi que des histoires pour les enfants, comme La Famille Cochon, publiée dans Les Belles Histoires et des livres d'éveil religieux.
Son livre d'éveil religieux, Pour te parler de Dieu, je te dirais..., paru en 1992 chez Centurion a été réédité en 2000 et 2012 et s'est vendu à 32 000 exemplaires en 2012.
En 2019 est publié La vie cachée de la forêt,, illustrations d' Henri Galeron.
Elle est l'autrice de plusieurs séries, dont Petit Ogre (dont le tome Petit ogre veut aller à l'école obtient le Prix des incorruptibles en 2002) ou Adélidélo,,. Pour Télérama en 2019 : « Moins connue que Petit Ours Brun ou Samsam, Adélidélo est pourtant l’autre vedette du magazine Pomme d'Api. Sous la plume de Marie-Agnès Gaudrat et le pinceau de Fred Benaglia, la voilà qui diffuse sa bonne humeur dans les pages d’une petite BD au graphisme plein de charme ».

## Œuvres

### Séries
- Petit Ogre[7], illustrateur David Parkins, Bayard jeunesse
- Adélidélo[9],[10],[11], Bayard
- La Famille Cochon, Éditions Les Arènes[12]
- Léo et Popi (adaptation de l'anglais), Bayard
- Dis-moi pourquoi..., Bayard

### Livres
- 1992 : Pour te parler de Dieu, je te dirais..., avec Ulises Wensell, Bayard, réédité  (ISBN 978-2747042956)
- 1996 : La vraie famille de Jésus, avec Joëlle Chabert et François Mourvillier, Bayard,  (ISBN 978-2227602144)
- 2004 : Images pour prier Dieu, illustré par Carme Solé Vendrell Bayard,   (ISBN 978-2747014243)
- 2004 : Images pour prier à Pâques, Bayard,  (ISBN 978-2747014236)
- Un animal, quelle aventure[13], illustrations Roser Capdevilla, Bayard jeunesse, 2004
- 2008 : Un Bébé quelle aventure ! avec Roser Capdevila, Bayard,  (ISBN 978-2747025942)
- 2013 : Cube prier de tout son corps, avec tout son cœur, Bayard,  (ISBN 978-2747046060)
- 2018 : Il a de la chance, mon papa !, dessin d'Amélie Graux, Casterman[14]
- 2019 : La vie cachée de la forêt, illustrations d' Henri Galeron, Les Arènes[5],[6]
- 2020 : Elle a de la chance, ma maman !, dessin d'Amélie Graux, Casterman[15]